# Carmen de la Ronda
Carmen de la Ronda (titlul original: în spaniolă Carmen la de Ronda) este un film dramatic spaniol, realizat în 1959 de regizorul Tulio Demicheli. Protagoniștii filmului sunt actorii Sara Montiel, Jorge Mistral, Maurice Ronet și Amedeo Nazzari. La baza scenariului acestui film stă nuvela scriitorului francez Prosper Mérimée și libretul adaptat de Henri Meilhac și Ludovic Halévy în anul 1875 pentru opera Carmen de Georges Bizet.

## Conținut
În 1808 când Spania era sub ocupația armatei lui Napoleon, o țigăncușă frumoasă se împarte între iubitul ei, spaniol rebel și un ofițer comandant al trupelor franceze.

## Distribuție
- Sara Montiel – Carmen
- Jorge Mistral – Antonio
- Maurice Ronet – José
- Amedeo Nazzari – colonelul
- Germán Cobos – Lucas
- José Marco Davó – Alcalde
- Félix Fernández – El Dancairo
- María de los Ángeles Hortelano – Micaela
- Santiago Rivero – Andrés
- Agustín González – Guerrillero
- Antonio Cintado – Oficial francés
- Teresa Gisbert
- Ricardo Tundidor
- Pilar Gómez Ferrer

## Melodii din film
Sara Montiel este interpreta melodiilor din film, cu excepția ultimei melodii. Înregistrările au fost efectuate la Casa de Discuri spaniolă Hispavox.
1. Los piconeros compusă de Ramón Perelló și Juan Mostazo (înregistrare Hispavox)
2. Carceleras del puerto compusă de Joaquín de la Oliva, Carrión și Juan Mostazo (înregistrare Hispavox)
3. Soy Carmen la de Ronda compusă de José Antonio Ochaíta, Xandro Valerio și Juan Solano
4. Antonio Vargas Heredia compusă de Francisco Merenciano, Joaquín de la Oliva și Juan Mostazo
5. Ojos verdes compusă de Rafael de León, Salvador Valverde și Manuel L. Quiroga
6. La farsa monea compusă de Sixto Cantabrana, Ramón Perelló și Juan Mostazo
7. El día que nací yo compusă de Juan Quintero, Desco și Juan Mostazo
8. Canción Zorongo / Me Pidas Lo Que Me Pidas compusă de José Antonio Ochaíta, Xandro Valerio și Juan Solano pentru chitare flamenco
9. Gitane (folosit doar în versiunea franceză al acestui film) compusă de Georges Tabet
10. Yo voy con los muleros / Los Cuatro Muleros compusă de José Antonio Ochaíta, Xandro Valerio și Juan Solano